# Marie Filomena Dolanská
Marie Filomena Dolanská (30. listopadu 1895 Všemina – 8. prosince 1943 Koncentrační tábor Ravensbrück
) byla česká učitelka a řeholnice, členka České kongregace sester dominikánek, ředitelka školy a představená kláštera ve Vlaštovičkách (dnes část Opavy), umučená v Koncentračním táboře Ravensbrück. Katolická církev zvažuje její blahořečení.

## Život
Pocházela z početné zbožné rodiny, mezi jejími sourozenci byli dva kněží. V letech 1911–1915 studovala na učitelském ústavu sester dominikánek v Řepčíně a po maturitě vstoupila do jejich kongregace. Časné sliby složila 12. září 1917, věčné 28. srpna 1920. Působila nejprve jako učitelka a posléze jako ředitelka řádové školy a představená konventu ve Vlaštovičkách.
I po okupaci země nacistickým Německem dávala najevo své vlastenecké cítění, ignorovala zákaz výuky českého jazyka a zastávala se osob stíhaných gestapem. Dne 10. května 1941 byla zatčena, umístěna do samovazby a asi po měsíci odeslána do Koncentračním táboře Ravensbrück. Zde zemřela (podle oficiálního úmrtního listu na rakovinu obličeje) a byla zpopelněna při hromadném pohřbu žehem.
Je po ní pojmenována ulice Marie Dolanské ve Vlaštovičkách, v níž stojí bývalý klášter (dnes charitní Dům sv. Cyrila a Metoděje pro zrakově postižené), který vedla.